# Sarcopoterium spinosum
Sarcopoterium spinosum är en rosväxtart som först beskrevs av Carl von Linné, och fick sitt nu gällande namn av Édouard Spach. Sarcopoterium spinosum ingår i släktet Sarcopoterium och familjen rosväxter. Inga underarter finns listade i Catalogue of Life.

## Bildgalleri

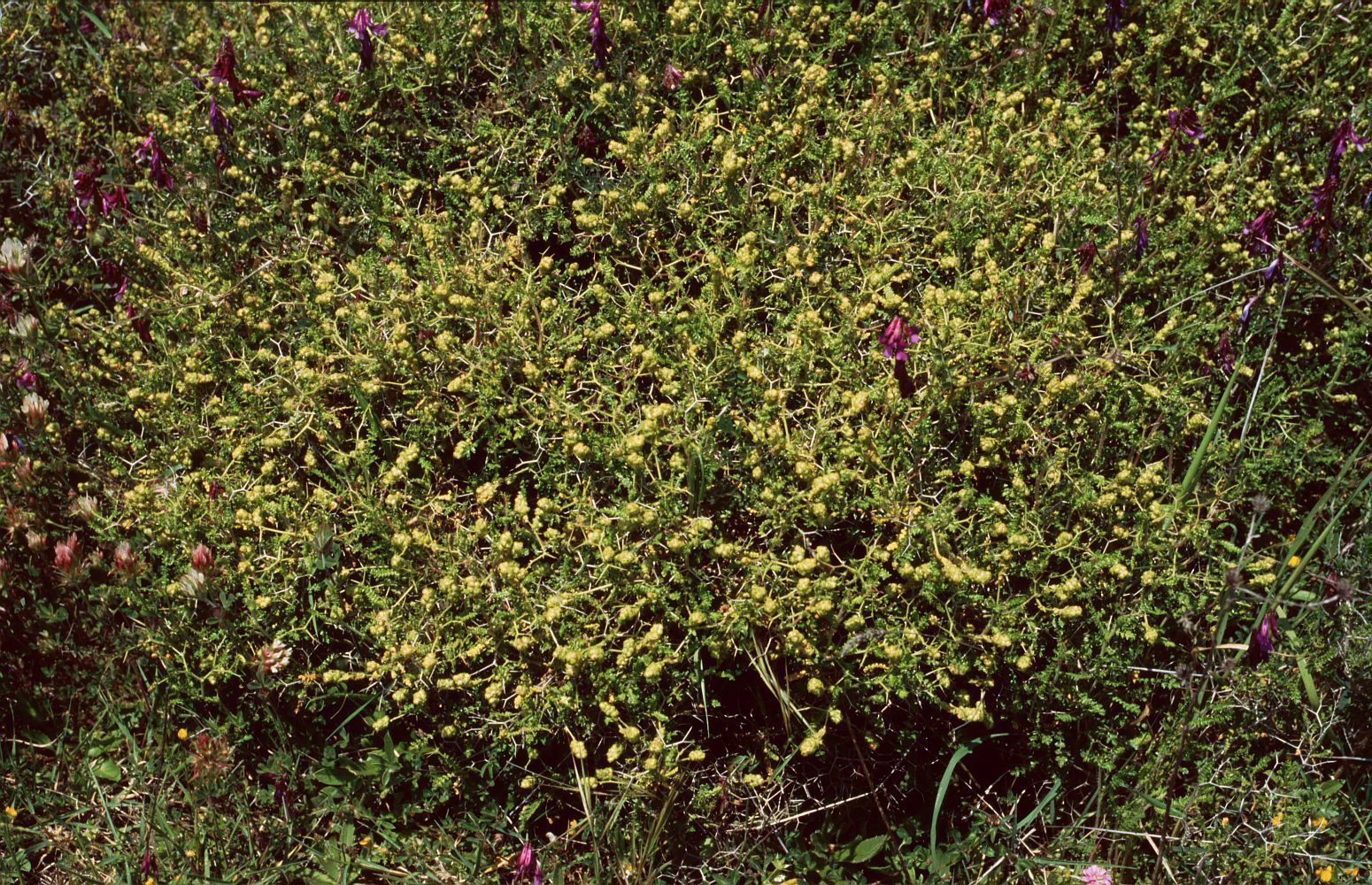
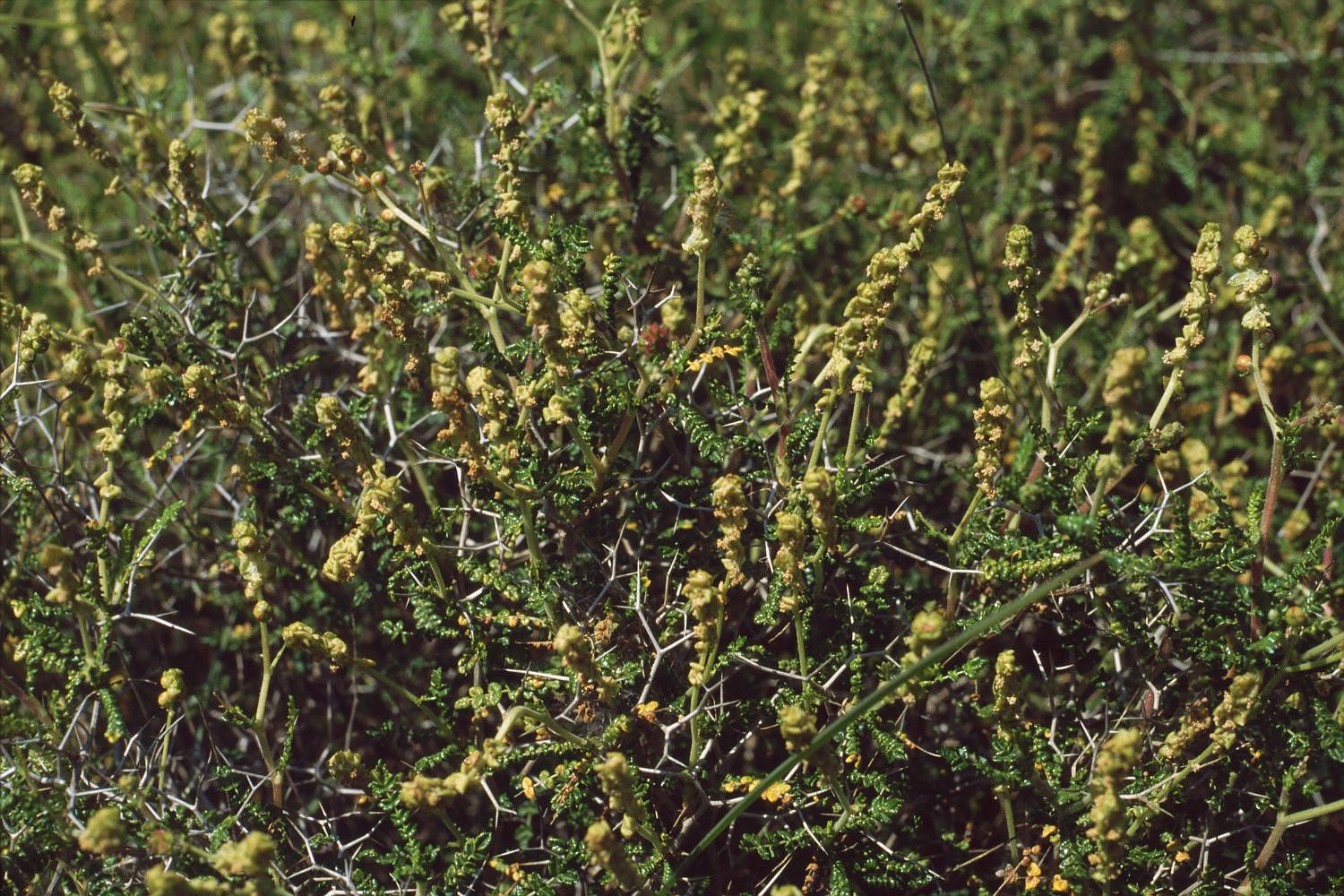
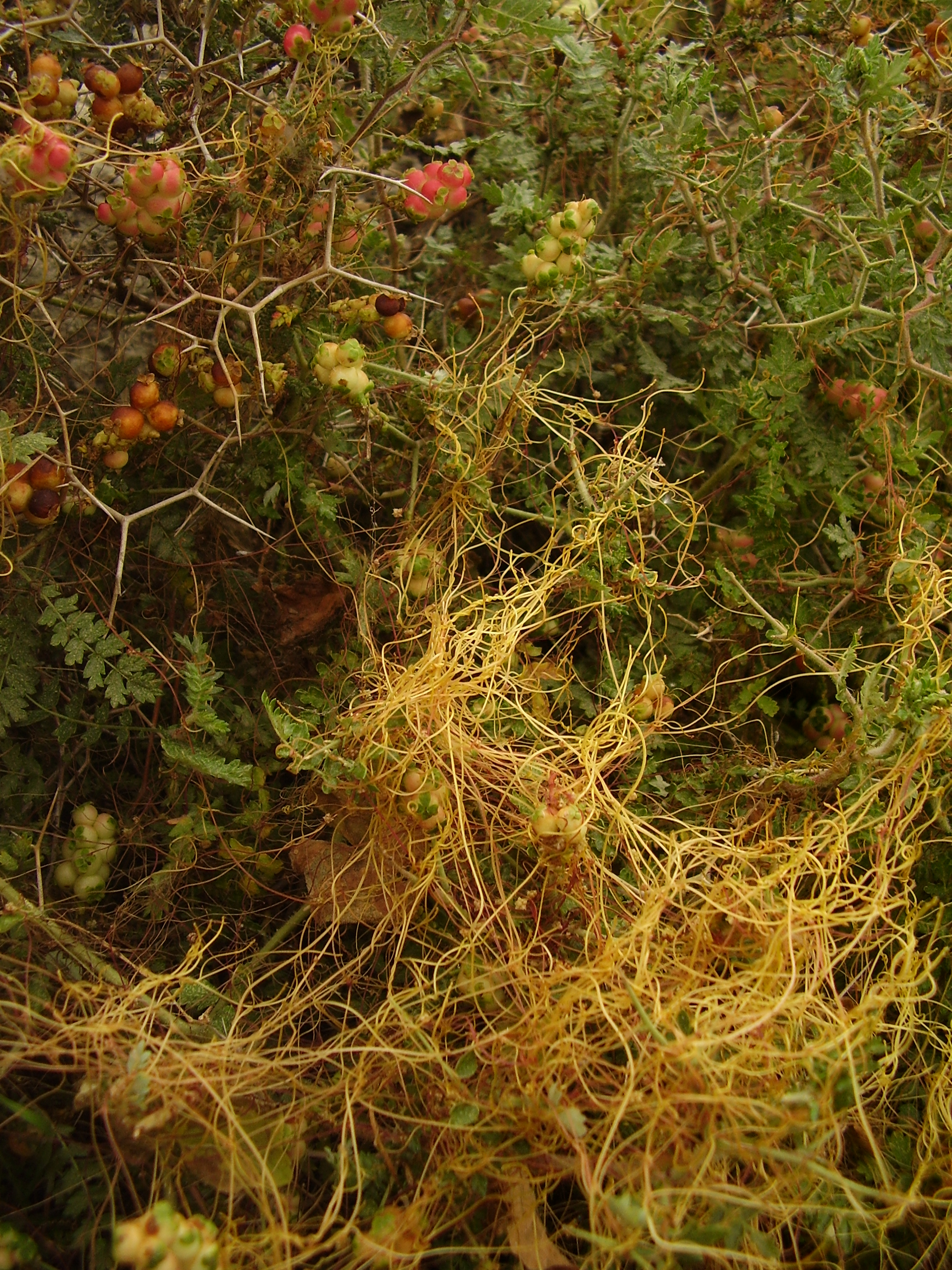
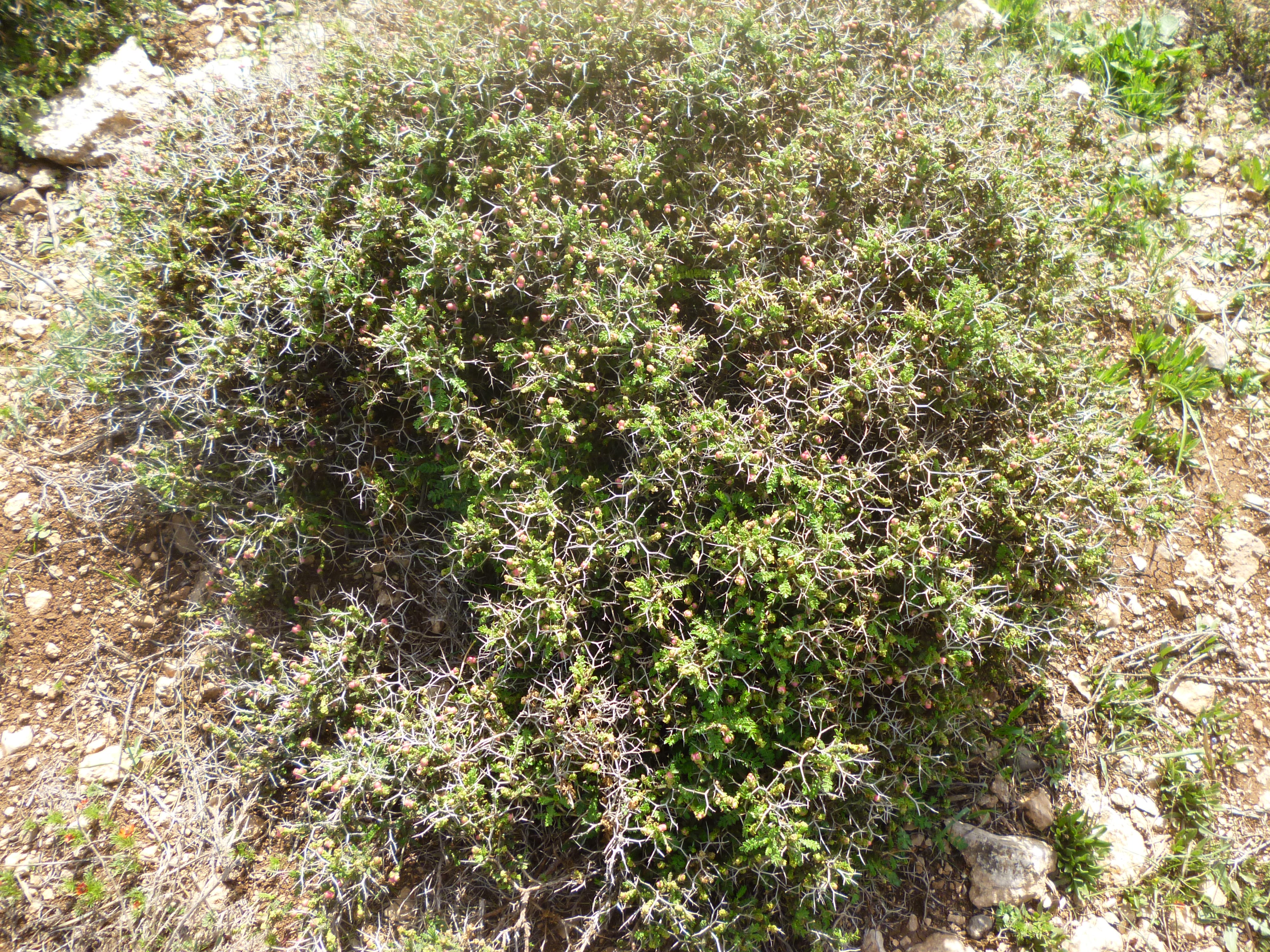
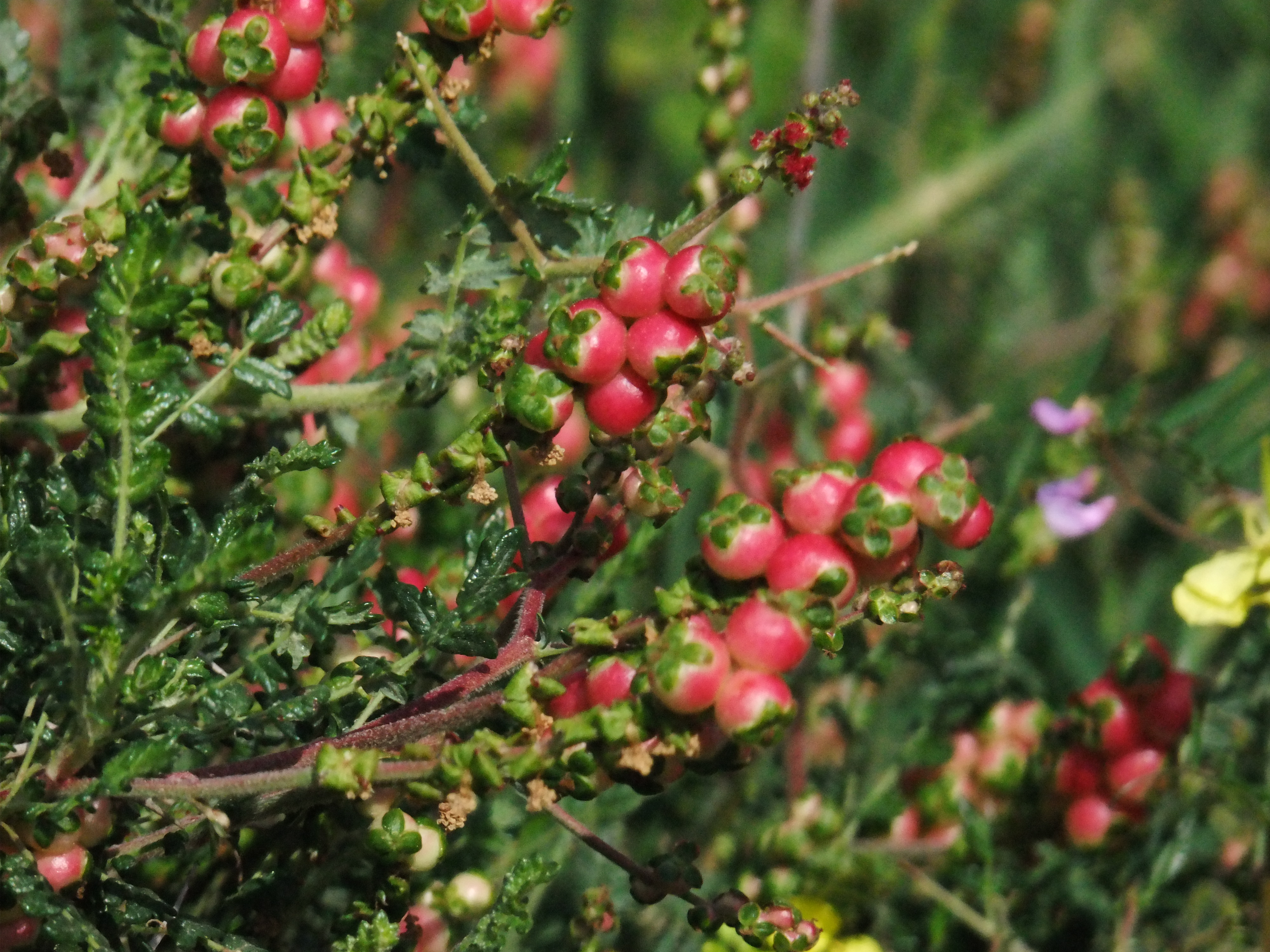
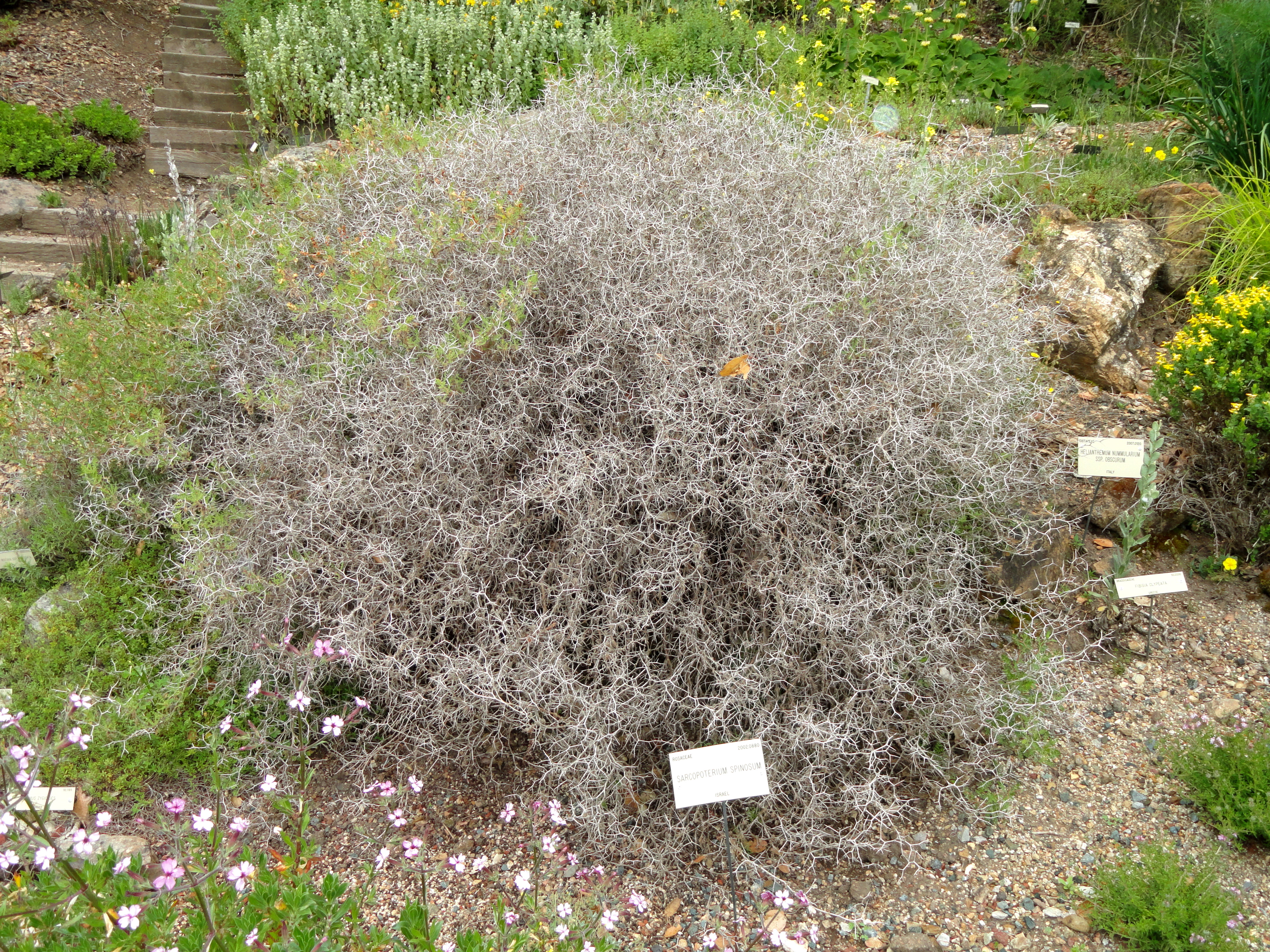